# 火柴盒小汽車

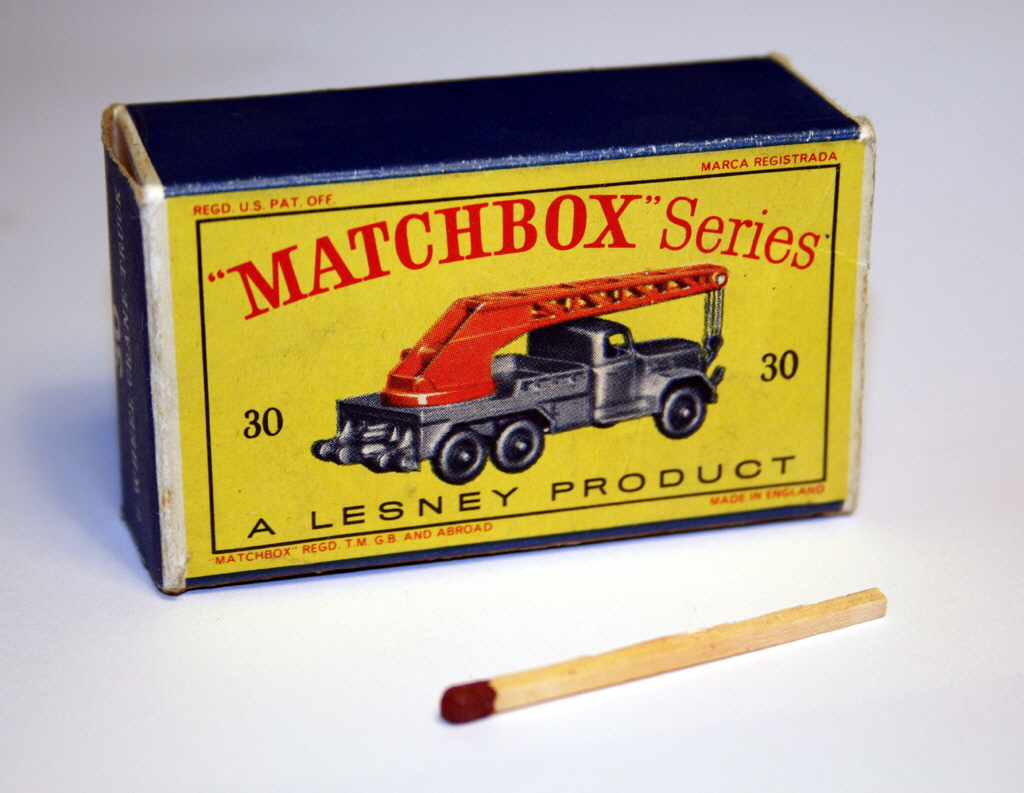
1960年火柴盒小汽車

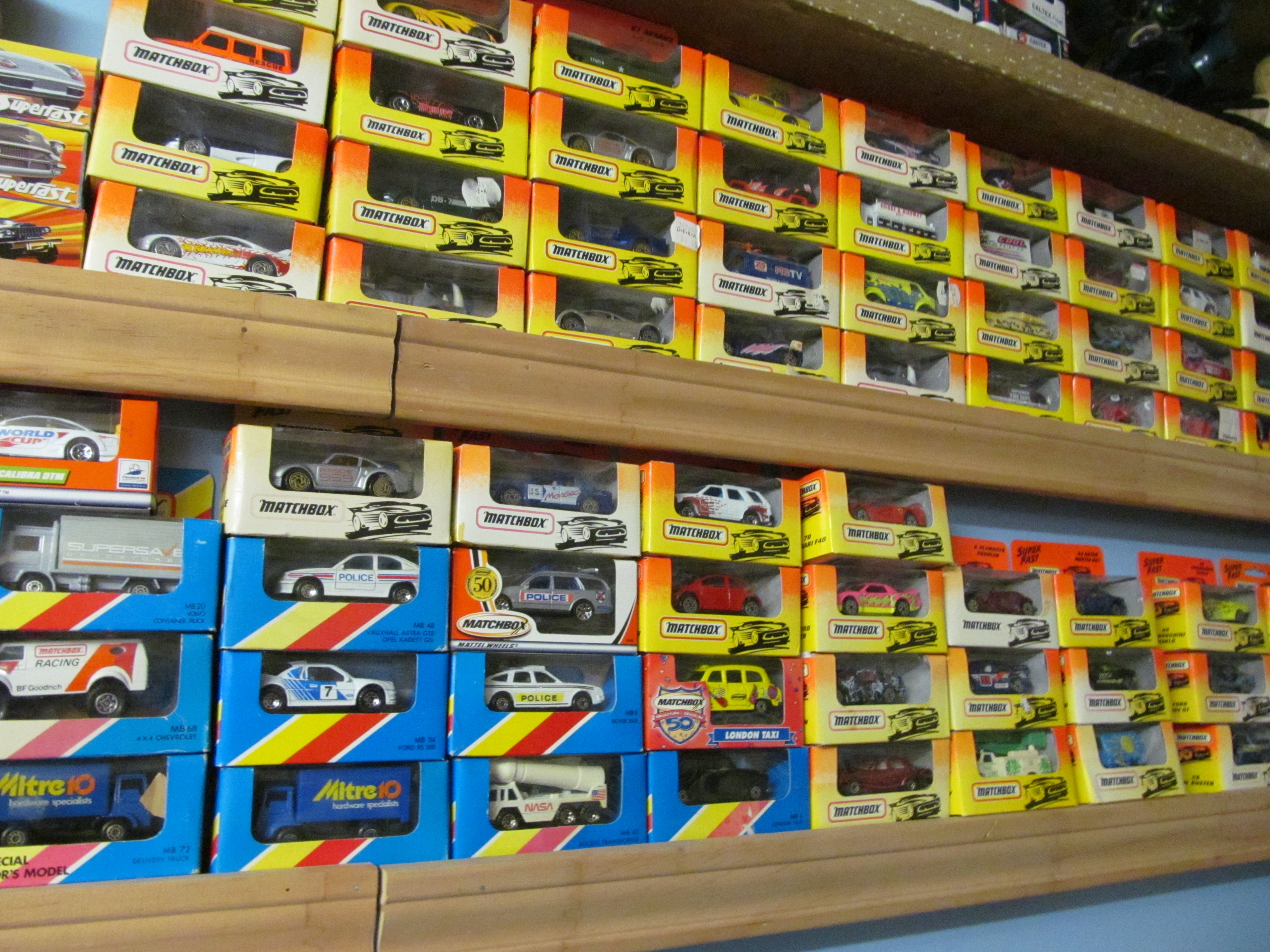
2018年火柴盒小車店

火柴盒小汽車（英語：Matchbox）是英國玩具汽車品牌，由Lesney在1953年推出產品，由小紙盒包裝的鐵與塑膠混合製作小汽車，1992年5月，該公司將品牌出售給Tyco Toys，1997年Tyco Toys遊戲部門出售給美泰兒，現在由美泰兒公司擁有該品牌。隨後該品牌涵蓋更廣泛的玩具，包括較大規模的玩具模型和各種非壓鑄模型，如塑料模型組裝套件和電子玩具。
在20世紀80年代，火柴盒開始切換到其它玩具常用的的塑料透明包裝殼和紙板後背，如風火輪小汽車常用的“吸塑包裝”。但是小盒子包裝依然有收藏家的專門嗜好市場，所以近年來有重新推出高價版製造也比較精緻並附上小火柴盒的汽車，例如2004年推出的“超高速系列35週年紀念”。

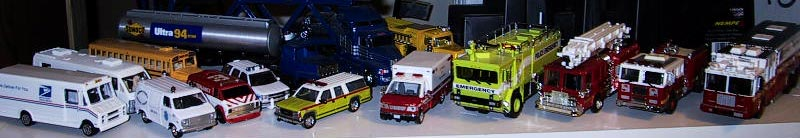
火柴盒小汽車

## 外部連結
- 官方网站